# Guerra Russo-Japonesa
A Guerra Russo-Japonesa (em japonês 日露戦争, transl. Nichi-Ro Sensō, em russo Ру́сско-япо́нская война́, transl. Rúska-Yapónskaya Vainá) foi um conflito armado travado entre o Império Russo e o Império do Japão devido a ambições imperiais rivais na Manchúria e no Império Coreano. As principais batalhas terrestres da guerra ocorreram na Península de Liaodong e próximo a Mukden, no sul da Manchúria, enquanto as batalhas navais aconteceram no Mar Amarelo e no Mar do Japão.
Desde o reinado de Ivan, o Terrível, no século XVI, a Rússia havia adotado uma política expansionista na Sibéria e no Extremo Oriente. Ao final da Primeira Guerra Sino-Japonesa, o Tratado de Shimonoseki, em 1895, havia cedido a Península de Liaodong e Porto Arthur ao Japão antes da Intervenção Tripla, na qual Rússia, Alemanha e França forçaram o Japão a desistir de suas reivindicações. O Japão temia que a Rússia impedisse seus planos de estabelecer uma esfera de influência na Ásia continental, especialmente após a construção da Ferrovia Transiberiana, o avanço russo na Coreia e o arrendamento da Península de Liaodong e Porto Arthur pela China em 1898. O Japão assinou a Aliança Anglo-Japonesa em 1902 e passou a oferecer o reconhecimento da dominância russa na Manchúria em troca do reconhecimento da Coreia como parte da esfera de influência japonesa. No entanto, a Rússia rejeitou essa proposta.
Após o fracasso das negociações, o Japão iniciou as hostilidades com um ataque surpresa à Frota do Pacífico russa em Porto Arthur, em 9 de fevereiro (27 de janeiro no estilo do calendário juliano) de 1904. Ambos os lados declararam guerra e tropas japonesas desembarcaram na Coreia, cruzaram o rio Yalu em direção à Manchúria em maio e lançaram mais forças na Península de Liaodong. Em agosto, os japoneses cercaram Porto Arthur, que finalmente caiu em janeiro de 1905. Em março do mesmo ano, após intensos combates, as tropas japonesas tomaram Mukden, a capital da Manchúria. A Frota Báltica russa, que navegou por mais de sete meses e 18 000 milhas náuticas (33 000 km) desde o Mar Báltico, chegou à região em maio, mas foi interceptada e destruída pela Frota Combinada japonesa na Batalha de Tsushima. A guerra foi encerrada com o Tratado de Portsmouth (5 de setembro [23 de agosto no calendário juliano] de 1905), mediado pelo presidente americano Theodore Roosevelt.
O tratado reconheceu os interesses japoneses na Coreia e concedeu ao Japão o arrendamento russo da Península de Liaodong, o controle da Ferrovia do Sul da Manchúria (construída pelos russos) e a metade sul da ilha de Sacalina (Karafuto). A vitória militar completa de uma nação asiática e não ocidental sobre uma potência europeia e ocidental surpreendeu observadores internacionais e transformou o equilíbrio global de poder, com o Império do Japão emergindo como uma grande potência e o Império Russo perdendo prestígio entre as potências europeias. O enorme custo em vidas e recursos para a Rússia, em uma guerra que terminou em uma derrota humilhante, contribuiu para o descontentamento interno, culminando na Revolução Russa de 1905, durante a qual a autocracia russa foi forçada a fazer concessões. De forma mais ampla, porém, a vitória do Japão abalou profundamente a credibilidade do domínio europeu na Ásia.

## Antecedentes
Durante a Restauração Meiji, o Japão iniciou um programa de desenvolvimento industrial e militar para que não caísse no Imperialismo europeu na Ásia. Para abastecer suas fábricas com escassa matéria-prima nacional, o Japão foi o primeiro país asiático a se transformar numa superpotência. Entre 1894-1895, Japão e China lutavam na Primeira Guerra Sino-japonesa, as forças japonesas derrotam os chineses que eram mais numerosos e levou a anexação da Coreia e de Taiwan pelo Japão no Tratado de Shimonoseki. O Império Russo tinha interesses na Manchúria e na Península de Liaodong que também havia sido anexada pelos japoneses.
A Rússia convence a Alemanha e a França a intervirem contra o crescente poder japonês através da Intervenção Tripla, os japoneses tiveram que ceder Liaodong para os russos trazendo grande insatisfação aos japoneses.

### Port Arthur

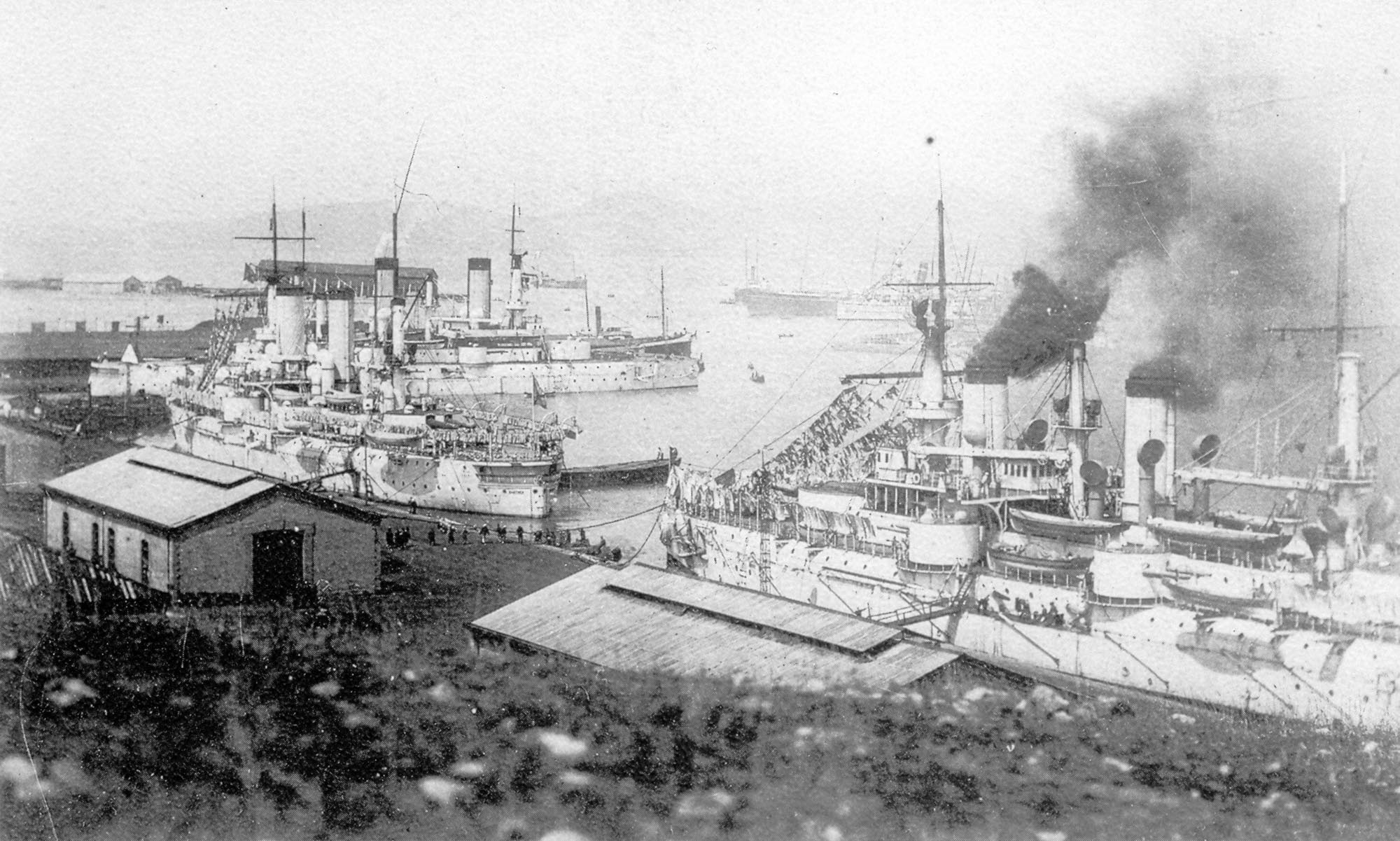
Sevastopol, Poltava e Petropavlovsk ancorados em Port Arthur.

Em dezembro de 1897, uma frota russa ancorou em Port Arthur e três meses depois, em 1898, a China arrendou Port Arthur para os russos que precisavam de uma base naval no Extremo Oriente, pois a base de Vladivostok ficava paralisada de novembro a março, durante o inverno, por causa do gelo, impedindo a navegação mercante e de guerra, enquanto Port Arthur tinha águas quentes e seu porto funcionava o ano todo, sendo perfeito para os russos criarem a sua base naval, pois além de ancorar a Frota do Pacífico poderia receber e enviar seus produtos após passarem pelas ferrovias que estavam sendo construídas na Manchúria. Os russos também iniciaram, sob autorização chinesa, a exploração de madeira e minérios perto dos rios Yalu e Tumen, na Coreia.

### Levante dos Boxers
Os chineses estavam furiosos com o governo manchu por ter dado a Coreia e Taiwan aos japoneses e Port Arthur aos russos, que também puderam construir ferrovias na Manchúria. O povo revoltou-se contra o imperialismo europeu e tentou expulsá-los; os oito países que tinham posses na China, incluindo Rússia e Japão, enviaram tropas para reprimir a rebelião. A Rússia ocupou definitivamente a Manchúria para proteger suas ferrovias do ataque chinês.

## Guerra
O Japão continuava insatisfeito pelo avanço russo no Extremo Oriente e decidiu que somente uma guerra poderia assegurar a Coreia e ainda conquistar Port Arthur. Em 8 de fevereiro de 1904, a Marinha Imperial Japonesa lança um ataque surpresa à frota russa ancorada em Port Arthur. Três horas depois, em São Petersburgo, o Czar Nicolau II recebe a notícia do ataque japonês com surpresa, pois de acordo com os seus ministros, o Japão nunca atacaria uma potência europeia que tinha quase o dobro de soldados e a sexta marinha de guerra mais poderosa do mundo. O ataque sem declaração formal de guerra foi justificado pelos japoneses, tendo em vista que a Rússia havia invadido a Finlândia em 1809. O Principado de Montenegro também entrou na guerra como forma de gratidão pela ajuda russa para libertá-lo do domínio turco.

### Batalha de Port Arthur
A Marinha Japonesa, comandada pelo Almirante Togo Heihachiro, atacou os navios russos em Port Arthur. Os dois maiores navios de guerra do Extremo Oriente russo, o Tsesarevich e o Retvizan e o cruzador Pallada ficam levemente danificados. Os russos conseguiram defender-se graças às baterias que afastaram os japoneses. O Almirante Stepan Makarov decidiu navegar para o mar aberto.

### Batalha do Rio Yalu

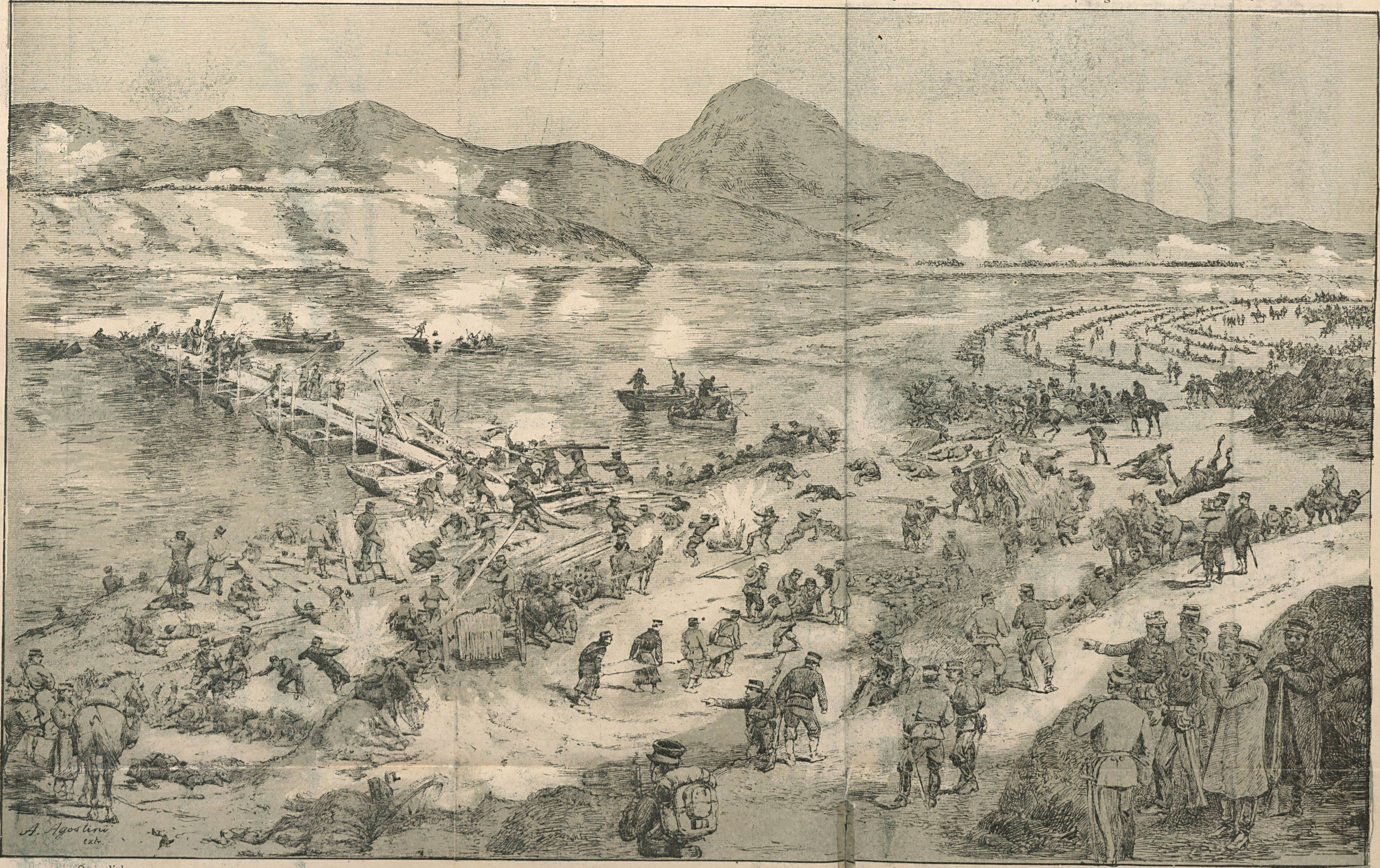
A passagem do rio Yalu pelas tropas do marechal Barão de Kuroki. O quadro mostra a construção de uma ponte sobre barcaças, feita pelos japoneses, na margem coreana, próximo à ilha de Housan, para a passagem da 2ª divisão do exército (Angelo Agostini, publicado em O Malho, 1904).

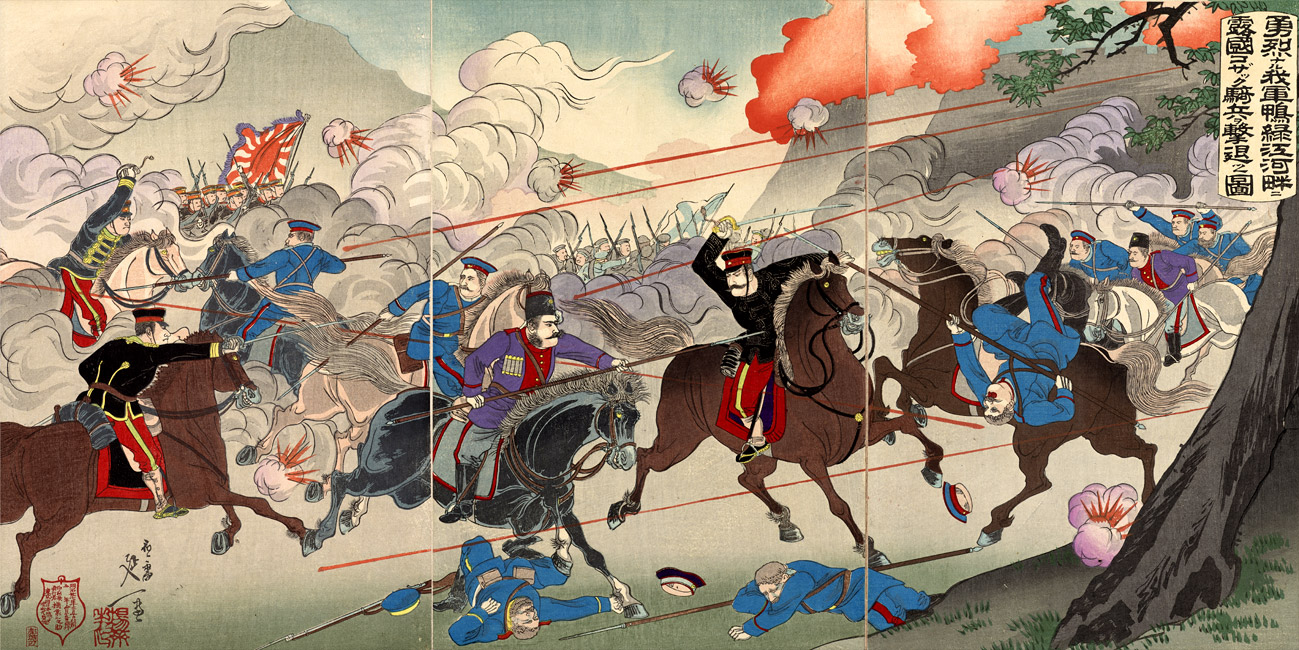
Batalha do Rio Yalu.

O Exército Japonês iniciou ofensivas na Manchúria, enquanto o Exército Imperial Russo utilizou táticas defensivas para tentar atrasar o avanço japonês enquanto os reforços russos ainda estavam sendo transportados pela ferrovia Transiberiana que ainda não havia sido terminada, chegando até Irkutsk perto do Lago Baikal. Em 1 de maio de 1904, as tropas japonesas atravessaram o rio Yalu e atacaram as posições russas, os russos acreditavam que seria uma guerra fácil e rápida com uma grande vitória russa, mas após a Batalha do Rio Yalu os japoneses derrotam os russos que recuam para Port Arthur.

### Bloqueio e cerco de Port Arthur

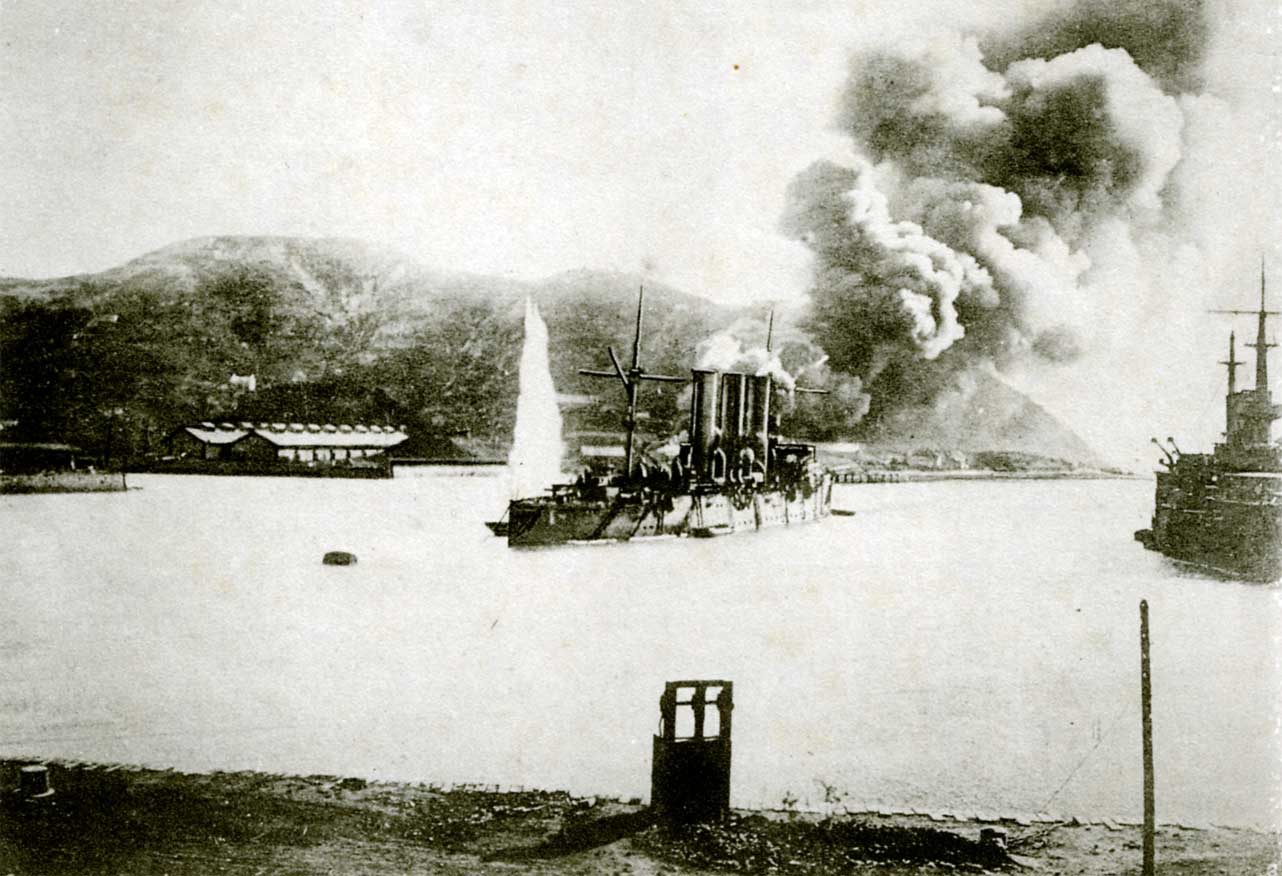
Bombardeio em Port Arthur.

Entre 13 e 14 de fevereiro, a Marinha Japonesa iniciou o bloqueio de Port Arthur lançado blocos de cimento, mas os blocos afundaram ao ponto de não poderem afundar os navios russos. Em 13 de abril, o navio-capitânia Petropavlovsk junto com o Pobeda foram atingidos por minas japonesas quando tentaram ir para o mar aberto, Petropavlovsk afundou imediatamente, matando o Almirante Makarov, o mais experiente almirante russo naquele período.
Entre 3 e 4 de maio, uma nova tentativa japonesa de bloqueio também falhou. Em 15 de maio, os russos lançaram minas que atingiram dois navios japoneses, o Yashima e o Hatsuse. Em 23 de junho, uma nova tentativa russa de fugir do bloqueio, sob o comando do Almirante Wilgelm Vitgeft, também fracassou.

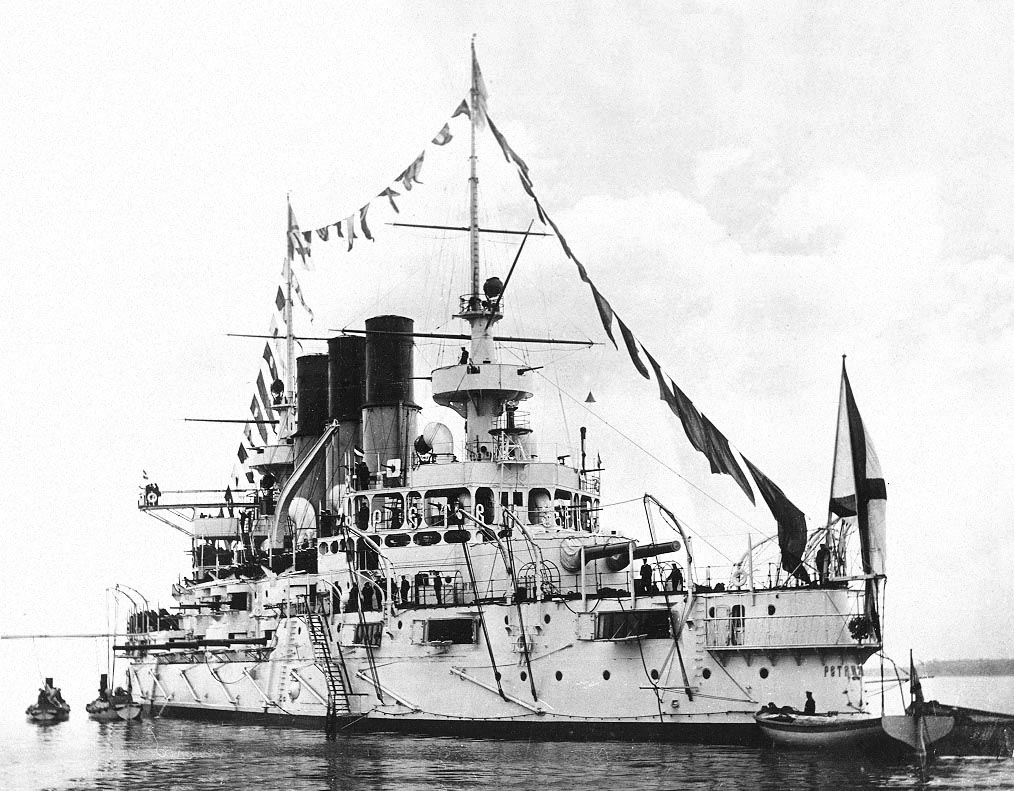
Encouraçado Retvizan

Em 10 de agosto, novamente os russos tentaram furar o bloqueio e ir para Vladivostok. Russos e japoneses se enfrentaram, o Almirante Togo derrota os russos e um tiro japonês atinge a ponte de comando do Tsesarevich matando o Almirante Vitgeft, o Retvizan lança-se sobre os japoneses para proteger o Tsesarevich recebendo assim vários tiros, o seu capitão Eduard Schensnovich e outros 42 marinheiros ficam feridos e o Tsesarevich consegue fugir para Tsingtao, o Retvizan consegue retornar para Port Arthur, enquanto isso o Exército Japonês iniciou vários ataques no alto das colinas fortificadas, depois de milhares de mortes, os japoneses conseguem com a ajuda de várias baterias de obuses Krupp conquistar as colinas e sua artilharia bombardeia os navios russos, quatro navios de guerra e dois cruzadores russos são afundados. Semanas mais tarde, o quinto navio de guerra é obrigado a afundar, todos os navios da Frota do Pacífico são afundados pela primeira vez por uma artilharia, inclusive o já danificado Retvizan.

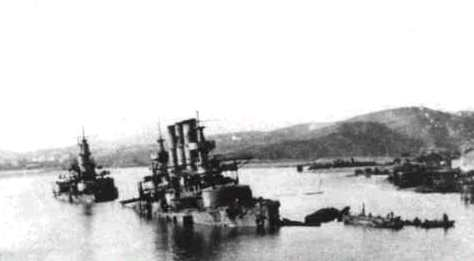
Restos da frota russa afundada em Port Arthur, 1905.

Após a Batalha de Liaoyang, os russos recuaram para Mukden, acabando com a tentativa de aliviar Port Arthur. O Major General Anatoly Stessel acreditou que não haveria chances sem os reforços e com os navios afundados, e se rende em 2 de janeiro de 1905, sem se reunir com os outros militares nem avisar ao Czar, por isso Stessel foi julgado por uma corte marcial em 1908 e condenado à morte, mas foi perdoado pouco depois.

### Frota do Báltico

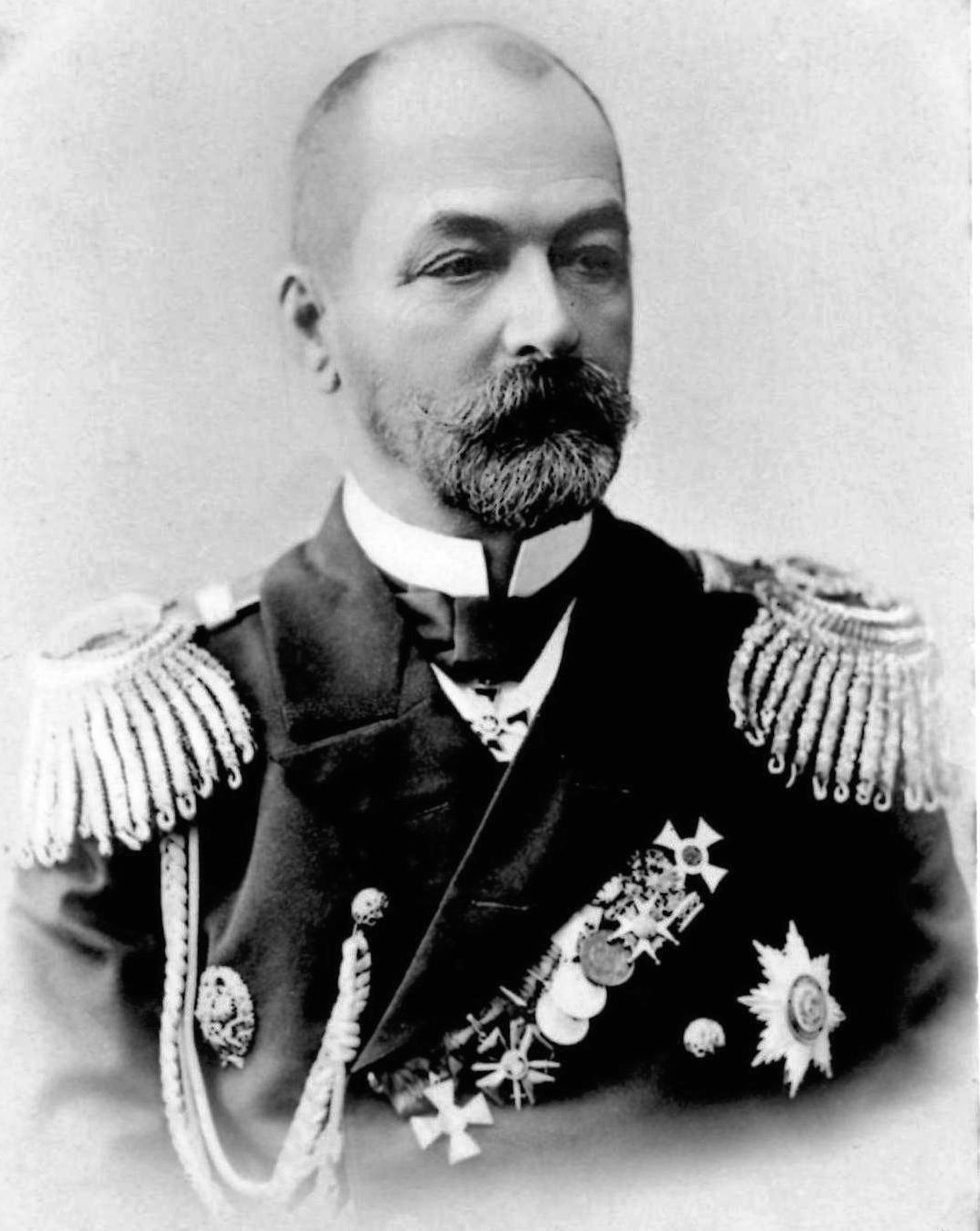
Almirante Rozhestvenski

Após a destruição da Frota do Pacífico, os russos decidiram enviar a sua Frota do Báltico sob o comando do Almirante Zinovi Rozhestvenski para enfrentar os japoneses. Dentre os navios da Frota, havia os da Classe Borodino, que eram os navios mais modernos que haviam sido adquiridos havia pouco tempo. Durante a viagem, os russos atacaram navios pesqueiros ingleses acreditando que eram japoneses; apesar de a Inglaterra estar oficialmente neutra, ela fornecia ajuda aos japoneses conseguindo interceptar mensagens russas e entregá-las aos japoneses, os ingleses fecharam o Canal de Suez obrigando os russos a contornar a África, atravessando o Cabo da Boa Esperança. Quando chegaram a Madagáscar, souberam da queda de Port Arthur.

### Batalha de Sandepu
O Segundo Exército Russo, comandado pelo General Oskar Grippenberg, lançou uma ofensiva de 25 a 29 de janeiro de 1905, e o flanco esquerdo japonês quase se rompeu. Porém, devido à falta de apoio das outras unidades russas, o General Grippenberg teve que recuar por ordens do General Aleksey Kuropatkin, tornando a batalha inconclusiva.

### Batalha de Mukden

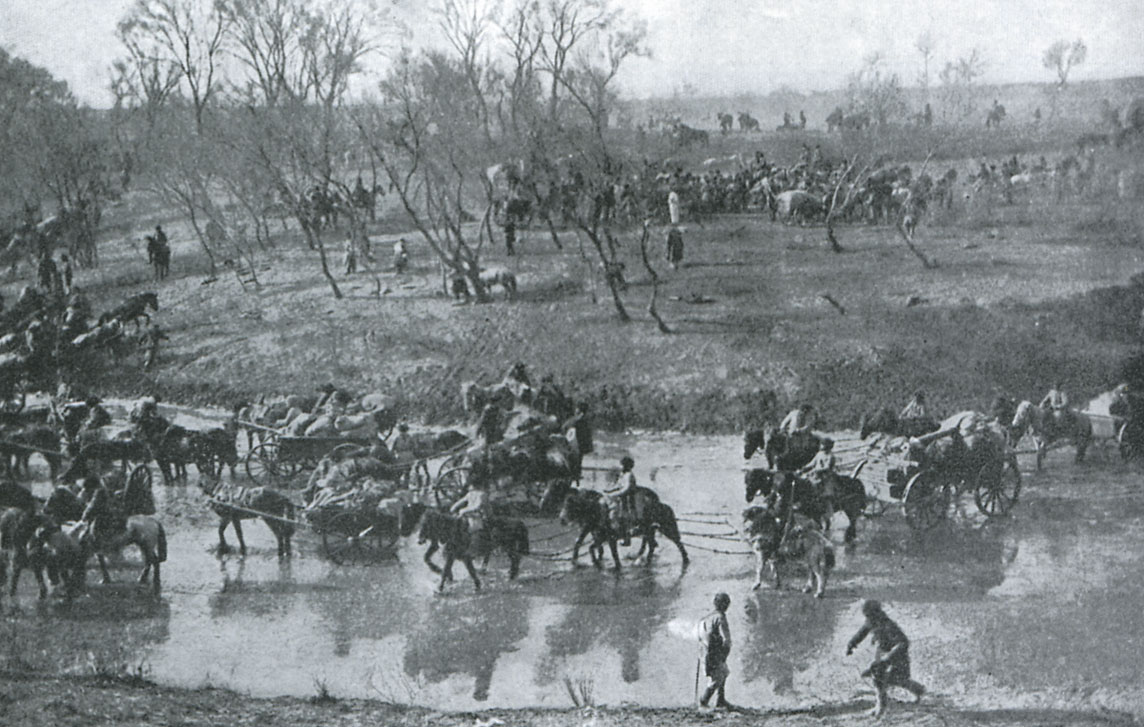
Exército russo em retirada após a Batalha de Mukden.

Em 20 de fevereiro de 1905, iniciou a Batalha de Mukden, os japoneses atacaram o flanco direito russo na cidade chinesa de Mukden. Com uma força de quase meio milhão de soldados e ambos os lados bem entrincheirados apoiados por centenas de peças de artilharia. Após alguns dias, os japoneses pressionam os flancos, quando os russos perceberam que estavam sendo cercados decidem se retirar. 90 mil russos foram perdidos em Mukden, apesar dessa grande derrota russa, a vitória só viria no final de maio de 1905, graças à marinha.

### Batalha de Tsushima

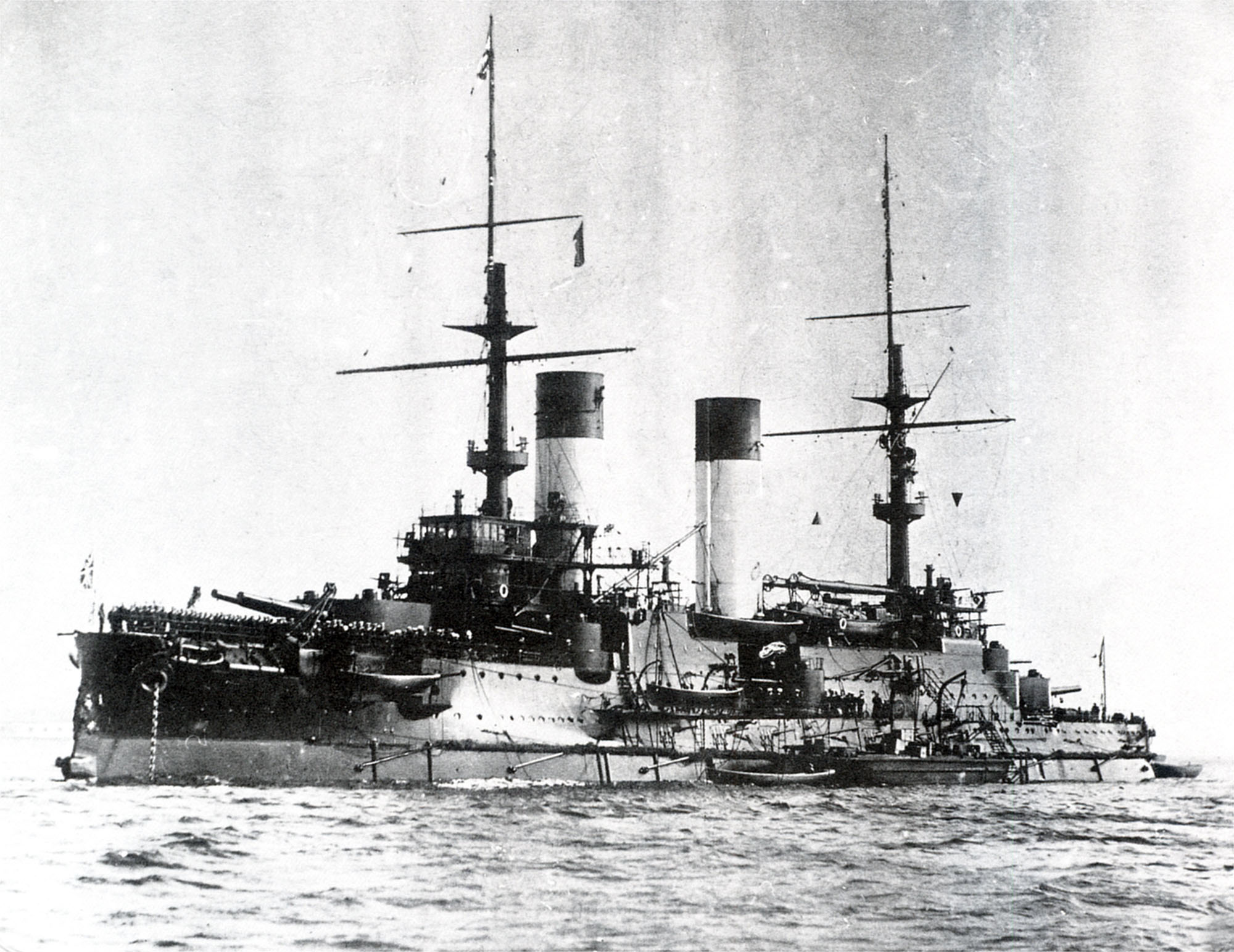
Nau-capitânia Kniaz Suvorov foi bombardeado e teve sua ponte de comando destruída e o almirante Rozhestvenski gravemente ferido. Foi afundado por 14 torpedos japoneses, restando apenas 20 sobreviventes.

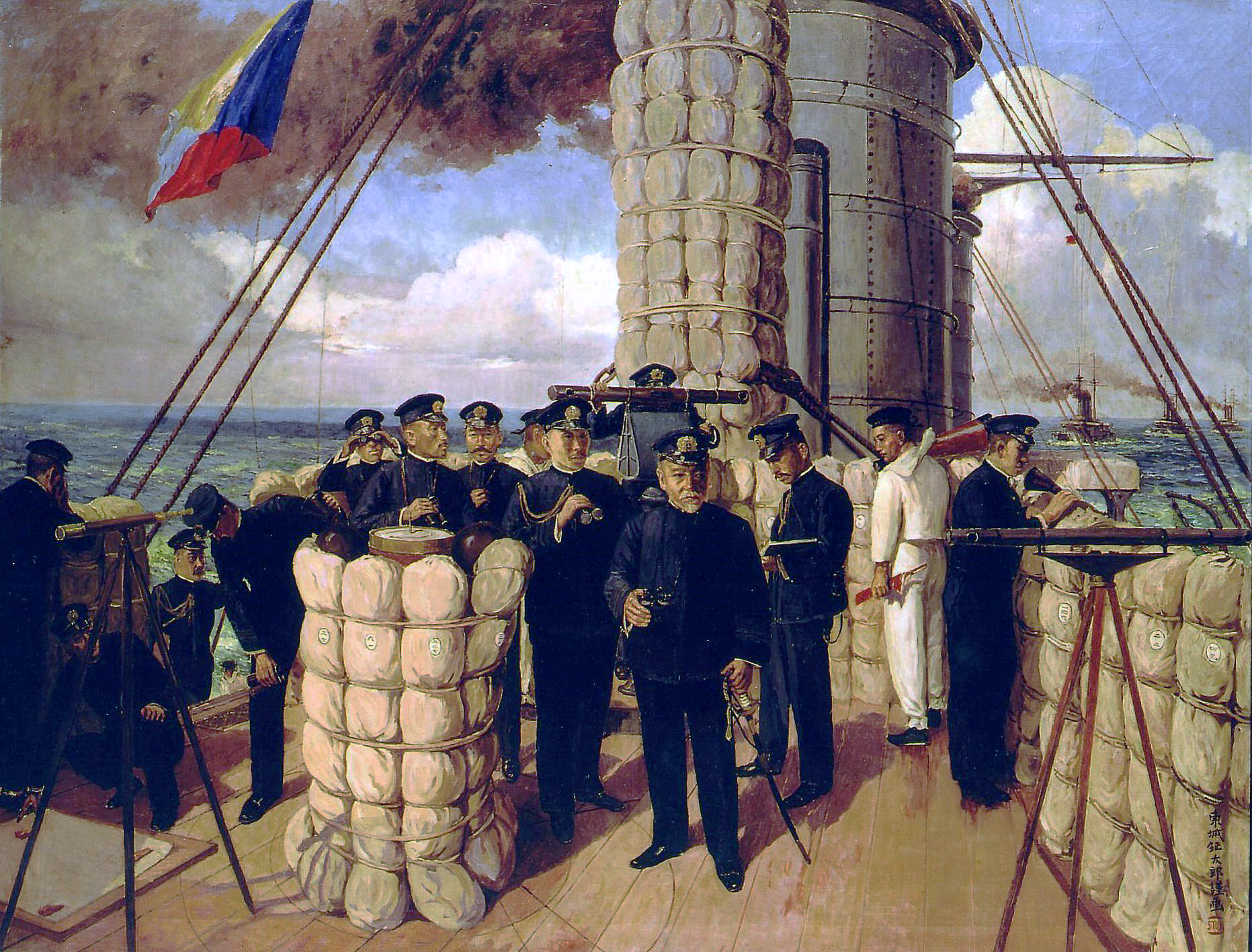
Almirante Togo na ponte de comando do Mikasa.

A Frota do Báltico, após navegar 33 mil quilômetros, chegou ao Extremo Oriente. Rozhestvenski decidiu passar pelo estreito de Tsushima por ser o local mais perto de Vladivostok, mas também o mais perigoso.
O Almirante Togo já sabia do percurso russo após receber mensagens dum navio mercante japonês que avistou as luzes dos dois navios-hospitais russos à noite, pois os russos preferiam seguir as regras da guerra que proibiam desligar as luzes de navios-hospitais para a segurança dos navios.
Togo posicionou seus navios no estreito de Tsushima, após reparar alguns danificados, inclusive o seu navio, o Mikasa. Durante a travessia do estreito, os russos foram surpreendidos pela frota japonesa, que atacou os russos em 27 de maio, a despeito de os navios russos serem maiores.
Mesmo com poder de fogo maior, possuindo canhões de diversos calibres, eles estavam em péssimo estado de conservação, depois de navegar milhares de quilômetros. Além disso, os marinheiros russos estavam exaustos com a longa viagem até o Extremo Oriente.
Na batalha, os japoneses afundam importantes navios, como o encouraçado Borodino que, ao ser atingido em uma de suas baterias, iniciou uma série de explosões internas, que abriram um buraco em seu casco, resultando no seu naufrágio; apenas um marinheiro sobreviveu.
O encouraçado Imperator Aleksandr III também foi bombardeado, causando grave incêndio e inundações que o fizeram virar, matando todos os marinheiros. O Kniaz Suvorov foi atingido e Rozhestvenski ficou gravemente ferido.
À noite, o contra-almirante Nikolai Nebogatov assumiu o comando da frota, e os japoneses lançaram torpedos contra os russos que se dispersavam. No dia seguinte, os seis navios restantes renderam-se, sob as ordens de Nebogatov.

### Tratado de Portsmouth

Assinatura do Tratado de Portsmouth.

Com a destruição das Frotas do Pacífico e do Báltico e com o Exército Imperial Russo em retirada na Manchúria, o governo encontrou dificuldades para enviar reforços. Enquanto a economia estava arruinada, a guerra havia se tornado impopular. Então o Czar aceitou a rendição pelo Tratado de Portsmouth, depois do Domingo Sangrento. A delegação russa foi comandada por Serguei Witte e a japonesa pelo Barão Komura. Em 5 de setembro de 1905, os russos e japoneses assinaram os termos de paz. A Rússia reconheceu a soberania japonesa sobre a Coreia, teve que abandonar a Manchúria, teve que ceder Port Arthur, a península de Liaodong e metade da ilha Sacalina para o Japão.

## Consequências
O Império Russo ficou desprestigiado com a derrota e o Japão foi reconhecido como uma nova superpotência. A Rússia teve que se rearmar, gastando grande parte de seu dinheiro. Teve que pedir dois empréstimos franceses: o primeiro, de 800 milhões de francos e o segundo, de 600 milhões de francos. Além disso, o Czar solicitou um empréstimo alemão de 500 milhões de marcos após a destruição das duas frotas, restando apenas a Frota do Mar Negro. Os marinheiros do couraçado Kniaz Potemkin Tavricheski se revoltaram enquanto ocorria a Revolução Russa de 1905. A Rússia Czarista entrou em decadência: o povo perdeu a confiança no Imperador enquanto o regime entrou em colapso completamente durante a Primeira Guerra Mundial. O Japão ainda assim, não ficou satisfeito com os ganhos desejando mais terras e recursos, que culminariam na invasão japonesa na Manchúria em 1931.
Durante a guerra, voluntários do Montenegro foram encorajados a lutarem no Exército Russo na Manchúria. Porém, Montenegro não foi mencionado no tratado de paz, fazendo com que perdurasse um estado teórico de guerra entre Japão e Montenegro. Em 2006 o Japão reconheceu a independência do Montenegro logo após sua separação da Sérvia, e também declarou que as hostilidades estavam oficialmente encerradas.